# اريك هاجن
اريك هاجن (بالنرويجية البوكمول: Erik Hagen)‏ (20 يوليو 1975 رينغريكه النرويج - ) هو لاعب كرة قدم نرويجي، يلعب كمدافع.

## وصلات خارجية
اريك هاجن على موقع الاتحاد الأوربي (الإنجليزية)
- اريك هاجن على موقع اتحاد النرويج (النرويجية)
- اريك هاجن على موقع قاعدة بيانات كرة القدم.إي يو (الإنجليزية)
- اريك هاجن على موقع ناشيونال فوتبول تيمز (الإنجليزية)
- اريك هاجن على موقع عالم كرة القدم.نت (الإنجليزية)